# 'Ndrina Vallelunga
I Vallelunga, detti i Viperari, sono una 'ndrina di Serra San Bruno. Storicamente alleati dei Turrà di Guardavalle, hanno stretto legami con la cosca Sia-Procopio-Lentini attiva nel soveratese.
Presenti sin dagli anni '60 sono considerati il clan egemone nel vasto territorio montano a cavallo delle province di Catanzaro, Vibo Valentia e Reggio Calabria. Nel corso della loro storia decennale sono stati coinvolti in una serie di faide per il controllo del territorio al punto da farne uno dei clan più potenti e sanguinari dell'intera Calabria.

## Struttura
Secondo il pentito Gianni Cretarola prima dello scoppio della nuova faida dei boschi nel 2009 il locale guidato da Damiano Vallelunga era formato da sette 'ndrine operanti in sette paesi diversi: i Chiefari a Torre di Ruggiero, gli Iozzo a Chiaravalle, i Sia a Soverato, i Procopio-Lentini a San Sostene e i Bruno a Vallefiorita.
Secondo il pentito Andrea Mantella alcuni membri dei Vallelunga avrebbero la dote di Medaglione.

## Storia

### La Faida dei boschi
Alla fine degli anni '80 sono stati coinvolti nella cosiddetta Faida dei boschi, che li vide, alleati dei Turrà, contrapporsi allo schieramento formato dagli Emanuele di Mongiana (intesi strazzi), agli Emanuele di Santa Caterina, ai Ciconte di Serra San Bruno e ai Nardo di Soriano riuniti sotto la benedizione del boss di Gioiosa Ionica Giuseppe Ierinò (detto manigghia). Lo scoppio della faida avvenne il 17 agosto 1988 con l'omicidio di Cosimo Vallelunga. In poco più di un anno si contarono oltre venti omicidi e almeno altrettanti tentati omicidi. La faida si concluse con la vittoria dello schieramento facente capo ai Vallelunga, che così divennero il clan dominante nella zona delle Serre.

### Nuova Faida dei boschi
Usciti pressoché indenni dai vari procedimenti che li avevano visti imputati per la faida, all'inizio del nuovo millennio, sotto la guida del mammasantissima don Damiano, un boss di caratura nazionale, i Vallelunga accrebbero il loro prestigio criminale divenendo i garanti degli equilibri criminali nell'area che va dal soveratese all'alto ionio reggino. L'omicidio del capo dei viperari, avvenuto a Riace il 27 settembre 2009, ha fatto saltare tutti questi equilibri dando vita a quella che erroneamente è conosciuta come “Nuova Faida dei Boschi”. In realtà non si tratta di una faida ma di una vera e propria guerra di mafia, la prima del nuovo millennio.
I Vallelunga furono protagonisti di questa guerra che li vide contrapposti ai clan Ruga-Leuzzi-Vallelonga. E nonostante le gravi perdite subite (il 14 giugno 2010 cadrà vittima di un'imboscata Salvatore Vallelunga, fratello di Damiano), i viperari non esiteranno a scatenare il terrore fra i boschi tanto che, come risulta dall'operazione Confine persino le donne dei clan avversari ai Vallelunga, spinsero per una reazione nel timore di un annientamento.
La faida ha raggiunto una tregua grazie all'intervento di Cosimo Vallelonga, il boss sceso dal Nord Italia per mediare tra i cugini in guerra. L'operazione Confine, che nell'agosto 2012 ha disarticolato il cartello Ruga-Leuzzi-Vallelonga, ha fatto cessare questa seconda faida.

## Esponenti di spicco
- Bruno Vallelunga (deceduto nel 1977)
- Cosimo Vallelunga (deceduto nel 1988)
- Damiano Vallelunga (14 febbraio 1957 - 29 settembre 2009), capo del Locale di Serra San Bruno. Ucciso nella faida dei boschi.
- Mario Vallelunga, figlio di Damiano.
- Cosimo Vallelunga, figlio di Damiano.
- Domenico Antonio Vallelunga (1946), residente a Gwelup in Australia[11].
- Giovanni Vallelonga, residente a Campoli con dote di padrino[12].
- Salvatore Vallelunga (1959 - 2010), ucciso nella faida dei boschi[13][14][15].

## Fatti recenti
- Fine anni '90: operazione Mangusta contro i capi e gregari del clan Vallelunga accusati a vario titolo di associazione mafiosa, estorsione; l'inchiesta si basa principalmente sulle testimonianze rese da Pino Masciari, imprenditore oggi testimone di giustizia che dovette subire pesanti intimidazioni, minacce, vessazioni, estorsioni da parte del clan[16] che volevano infiltrarsi nei grossi appalti pubblici e privati portati avanti dalle sue imprese.
- 7 gennaio 2003 - Operazione Prima contro gli Anello-Fruci e i Vallelunga[17][18][19][20].
- Il 27 settembre 2009 viene ucciso a Riace, davanti alla chiesa di San Cosimo e San Damiano, da due persone Damiano Vallelunga, presunto boss[21][22][23].
- Il 3 novembre 2009 vengono arrestati i cugini di Damiano Vallelunga, Salvatore e Cosimo Vallelunga, quest'ultimo giudicato colpevole di estorsione ed omicidio[24].
- Il 15 giugno 2010 il boscaiolo venticinquenne, originario di Isca sullo Ionio, Santo Procopio subisce un attentato nei boschi di Brognaturo, che ne aveva già subito uno nel mese di gennaio. Sempre lo stesso giorno in una zona boschiva tra Brognaturo e Guardavalle viene ucciso Salvatore Vallelunga, fratello del boss Damiano[25].
- Il 19 giugno 2010 viene gambizzato a Monasterace Enzo Cavallaro[26].
- L'8 agosto 2012 vengono arrestate dai carabinieri 16 persone del sodalizio Leuzzi-Ruga-Vallelonga di Monasterace, Stilo, Riace e Stignano e della Locale di Caulonia accusati di associazione mafiosa, di cui alcuni accusati di omicidio nei confronti di Damiano Vallelonga e tentato omicidio ai danni di Enzo Cavallaro, azioni intraprese nella cosiddetta nuova faida dei boschi[27].